# 이탈리아의 범죄

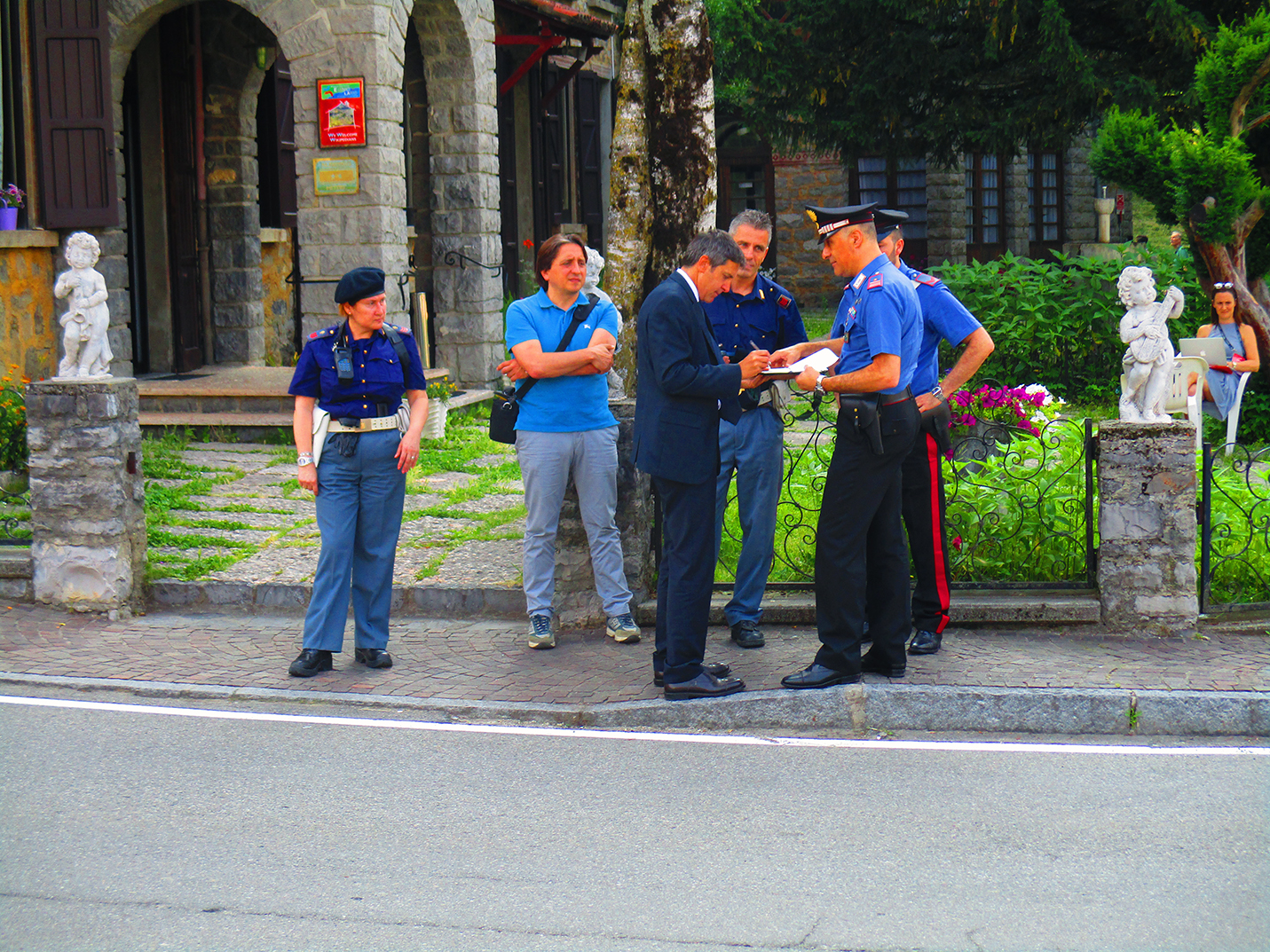
카라비니에리와 폴리치아 디 스타토가 검문 중

이탈리아의 범죄는 다른 선진국에 비해 낮은 편이지만, 전국적으로 다양한 형태로 존재한다. 이탈리아는 전 세계에 퍼져 있는 조직범죄 집단으로 악명이 높으며, 이들은 총칭하여 마피아로 불린다. 결과적으로 부패, 갈취, 절도와 같은 금융 범죄가 이 나라에서 가장 흔한 불법 활동 유형이다. 폭력 범죄는 이탈리아에서 매우 드물며, 2021년 기준 인구 10만 명당 0.51명의 살인율을 기록했다. 이는 바티칸 시국 및 산마리노와 같은 소규모 국가를 제외하면 유럽에서 가장 낮고, 전 세계적으로도 가장 낮은 수준 중 하나이다.

## 설명

### 개요
유럽 내에서 이탈리아는 인구 10만 명당 법 집행 인력 기준으로 8위를 차지하며, 대륙 평균인 335명을 상회한다. 이탈리아는 다른 나라들에 비해 지역별 차이가 큰 나라로 알려져 있다. 예를 들어, 남부 지역은 조직 범죄 활동이 훨씬 활발한 반면, 이탈리아 북부 지역은 마피아 활동 수준이 상대적으로 낮다. 최근 몇 년 동안 이탈리아의 여러 지역에서 범죄율에 영향을 미친 사회적 요인도 많았는데, 그중 하나가 이민이다. 2023년 현재 이탈리아 북부는 남부보다 훨씬 더 많은 이민을 받고 있다. 이탈리아에 거주하는 외국인의 58.7%가 북부에, 25.0%가 중부에, 11.9%가 남부에, 4.7%가 섬에 거주하고 있어 범죄가 북쪽으로 이동하고 있다. 이에 더해, 오른쪽 차트는 2015년에 북부 에밀리아로마냐 주가 인구 10만 명당 5,667명으로 이탈리아에서 가장 높은 범죄율을 기록했음을 보여준다. 반대로 남부 바실리카타 주는 인구 10만 명당 2,608명으로 가장 낮은 범죄율을 기록했다.

### 법 집행 및 사법 제도

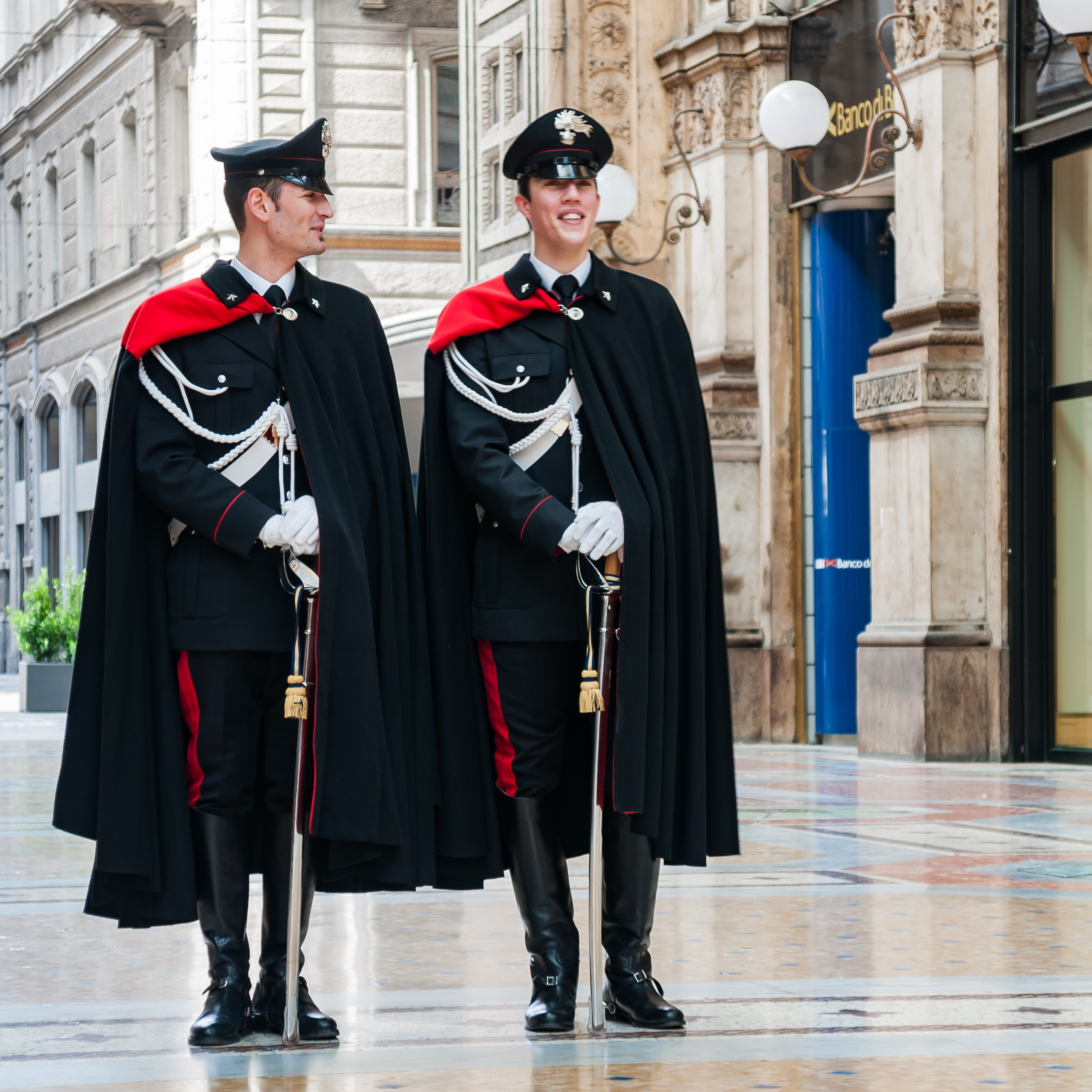
정복 차림의 카라비니에리

이탈리아는 범죄 조직으로만 정의되지 않으며, 이탈리아 법 집행 시스템을 통해 이러한 문제에 적극적으로 대처한다. 주요 세 기관은 카라비니에리, 폴리치아 디 스타토 (국가경찰), 그리고 과르디아 디 피난차 (재정경찰)이다. 경찰 시스템은 기본적으로 이 세 기관으로 나뉘어져 있으며, 이들이 국가의 평화와 질서를 유지하는 책임을 진다. 최근 이탈리아에서 등장한 것은 교도소 시스템을 재활 및 재평가하는 개념이다. 1995년 12월 15일 제정된 법률 395호가 도입되면서 상황이 바뀌었는데, 이 법은 교도관을 독립적인 경찰 형태로 확립하고 교도소 직원의 조직에 변화를 강제했다. 이 법은 그들에게 질서 관련 목표 달성과 수감자 재활 프로그램에 적극적으로 참여하는 두 가지 의무를 가진 프로그램을 수행하도록 요구했다. 이의 목표는 교도관을 단순한 집행자가 아니라 수감자 재활에 관여하고 지원하는 책임을 지도록 하는 것이었다.

## 유형별 범죄

### 살인 및 폭행
1990년대에는 살인율이 인구 10만 명당 1.4~2.8명에 달했다. 2000년대에는 1.31~0.98명으로 감소했다. 2010년부터 2020년까지는 인구 10만 명당 0.93~0.67명으로 더욱 감소했다. 지난 10년 동안 이탈리아는 살인율이 눈에 띄게 감소하여 현재 인구 10만 명당 0.6명으로 20% 감소했다. 2018년 8월부터 2019년 7월 사이에 단 307건의 살인 사건이 기록되었다. 또한 2020년 8월부터 2021년 7월 사이에는 276건의 살인 사건이 발생하여 이전 년도 및 10년에 비해 상당한 감소를 보였다.

### 조직 범죄

2012년 이탈리아의 주별 조직 범죄 갈취 발생률
높음
중간
낮음
없음

이탈리아의 조직범죄는 이탈리아 사회에 광범위한 영향을 미치고 있으며, 시민의 22%와 이탈리아 국내총생산의 14.6%가 직접적인 영향을 받는다고 보고되었다. 전 총리 실비오 베를루스코니와 같은 일부 공공 지도자들은 조직범죄 활동 연루 의혹으로 조사를 받기도 했다.
지난 세기 동안 이탈리아를 지배해 온 주요 조직범죄 집단은 코사 노스트라, 카모라, 아풀리아 조직범죄, 그리고 '은드랑게타'의 네 곳이 있으며, 이들 모두 다른 방식으로 운영된다. '은드랑게타'는 유럽 전역, 오스트레일리아, 캐나다 및 미국의 일부 지역에서 마약 거래를 운영하면서 네 곳 중 가장 부유한 집단이 되었다. 카모라는 다른 세 집단을 합친 것보다 더 많은 살인을 저지르며 가장 폭력적인 마피아 집단으로 남아 있다. 이 이탈리아 마피아 집단은 이탈리아뿐만 아니라 전 세계적으로 악명이 높으며, 기업가 및 일과 사업 기회를 찾는 다른 사람들에게 인기 있는 대상이다.
지난 몇 년간 마피아 관련 살인 사건은 크게 감소했다. 2020년에는 마피아 관련 살인 사건이 28건만 보고되었는데, 이는 1988년부터 1992년까지 연평균 527건에 비해 현저히 감소한 수치이다. 그러나 이탈리아 마피아의 존재를 측정하고 유형을 파악하는 문제는 이탈리아 사회에서의 중요성에도 불구하고 상당한 어려움을 겪고 있다. 그 영향을 평가하려는 시도는 조직범죄지수(OCI)와 M.A.C.R.O 프로젝트라는 두 기관만이 있었다. OCI 지수의 특성상 이탈리아 전역의 마피아 존재를 정확하게 측정하기에는 부적합하다. 반면 M.A.C.R.O 프로젝트는 이탈리아 법 집행 기관에 따르면 현재 운영되지 않고 있다. 이러한 단점을 해결하기 위해 최근 Transcrime의 이니셔티브는 마피아 존재에 대한 더 신뢰할 수 있고 정확한 측정치인 마피아 지수를 개발하고자 노력했다. 마피아 지수 지도는 서부 시칠리아의 코사 노스트라, 칼라브리아 남부의 '은드랑게타, 바리의 카모라 바레세, 아풀리아 남부의 사크라 코로나 우니타, 포자 주 포지아의 소시에타 포지아나와 가르가노 마피아, 그리고 나폴리와 카세르타의 카모라의 상당한 존재를 보여준다.

### 성폭력 및 인신매매
이탈리아는 유럽 연합 내 다른 여러 선진 서구 국가들과 비교하여 1인당 강간 발생률이 상대적으로 낮다. 경찰 당국 데이터에 따르면 이탈리아 북부와 남부 지역 간 인구 10만 명당 성폭행 발생률에 현저한 차이가 있다. 2009년에는 롬바르디아와 에밀리아로마냐가 인구 10만 명당 가장 높은 성범죄율(9.7)을 기록했다. 뒤를 이어 트렌티노알토아디제와 토스카나(9.5), 피에몬테와 리구리아(8.6)가 근소한 차이로 뒤따랐다. 움브리아는 8.4건을 기록했다. 시칠리아(6.8), 칼라브리아(6.5), 아풀리아(6.2), 캄파니아(6.0)와 같은 주요 남부 지역은 전국적으로 비교적 안전했다. 특히 프리울리베네치아줄리아는 남부 지역 중 낮은 보고율을 보인 예외였다.

### 금융 범죄 및 부패

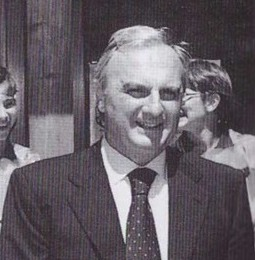
칼리스토 탄치는 이탈리아의 사업가이자 유죄 판결을 받은 사기꾼이다. 그는 대학을 자퇴한 후 1961년에 파르마라트를 설립했다. 파르마라트는 2003년에 140억 유로 (200억 달러, 130억 파운드)의 장부상 구멍과 함께 파산하여 유럽 최대의 파산으로 남아있다.

사기는 1861년 국가 건국 이래 다양한 경제 부문에서 나타나는 이탈리아 사회 구조 내 만연한 문제이다. 21세기 초 파르마라트 파산과 1970년대 록히드 뇌물 스캔들과 같은 금융 사기의 주요 사례들은 이 문제의 광범위함을 강조한다.
이탈리아의 부패 및 반부패 정책에 대한 비판적 분석이 2020년에 수행되었다. 이 연구는 2019년 1월 9일 제정된 법률 제3호, 즉 "공공 행정 및 정당, 운동의 투명성에 대한 범죄 퇴치 조치" 또는 뇌물 파괴법으로 알려진 법을 평가한다. 이 법이 이탈리아의 부패를 최소화하는 데 있어 나타내는 입법적 혁신을 심층적으로 다룬다. 이 분석은 공공 행위의 근본적인 윤리적 결함을 해결하지 않고 단순히 형사 처벌을 강화하는 것만으로는 불충분하다는 우려를 제기하며, 법적 조치만으로는 부패 현상을 효과적으로 통제할 수 없을 수도 있음을 시사한다.

### 마약 관련 범죄
이탈리아는 전략적인 지리적 위치와 조직범죄 조직의 만연한 존재로 인해 유럽으로 불법 마약이 유입되는 중요한 관문 역할을 한다. 상당량의 불법 물질이 이 나라를 통해 유럽의 다른 국가로 유통된다. 이들 마약은 남아메리카, 특히 콜롬비아에서 오는 코카인, 동남아시아와 아프가니스탄에서 조달되는 헤로인, 북서부 및 남동부 유럽에서 재배되는 대마초 등 다양한 곳에서 유래한다.
2017년 실시된 약물 사용에 대한 종합 설문 조사에 따르면, 15세에서 64세 사이의 상당수 이탈리아인이 평생 한 번 이상 향정신성 물질을 시도한 것으로 나타났다. 그럼에도 불구하고 이탈리아는 다른 국가에 비해 연간 약물 관련 사망자 수가 비교적 적다. 2019년에는 374명, 2020년에는 308명으로 상황이 개선되고 있음을 보여준다. 약물 남용으로 인한 사망자의 46.10%는 북부 이탈리아에서, 27.27%는 중부 이탈리아에서, 26.62%는 남부 이탈리아와 섬 지역에서 발생했다.
이탈리아에서 2년간 압수된 신종 향정신성 물질(NPS)에 대한 연구는 국내에서 압수된 불법 약물의 유병률과 다양성을 밝혀냈다. 2013년부터 2015년까지 인터넷에서 구매되어 법 집행 기관에 의해 압수된 총 162건의 물질이 면밀히 조사되었다. 더욱이, 35건의 압수품(22%)은 3-메틸메스카티논(3-MMC) 결정으로 구성되었고, 4-메틸메스카티논(4-MEC) 결정은 압수품의 20%를 차지했다. 이 연구의 주요 시사점은 이러한 물질에 대한 정확한 라벨링이나 오해의 소지가 있는 정보의 부재가 위협이 되며, 공중 보건 보호를 위해 더 엄격한 규제와 모니터링이 필요하다는 것이다.

## 지역별 범죄

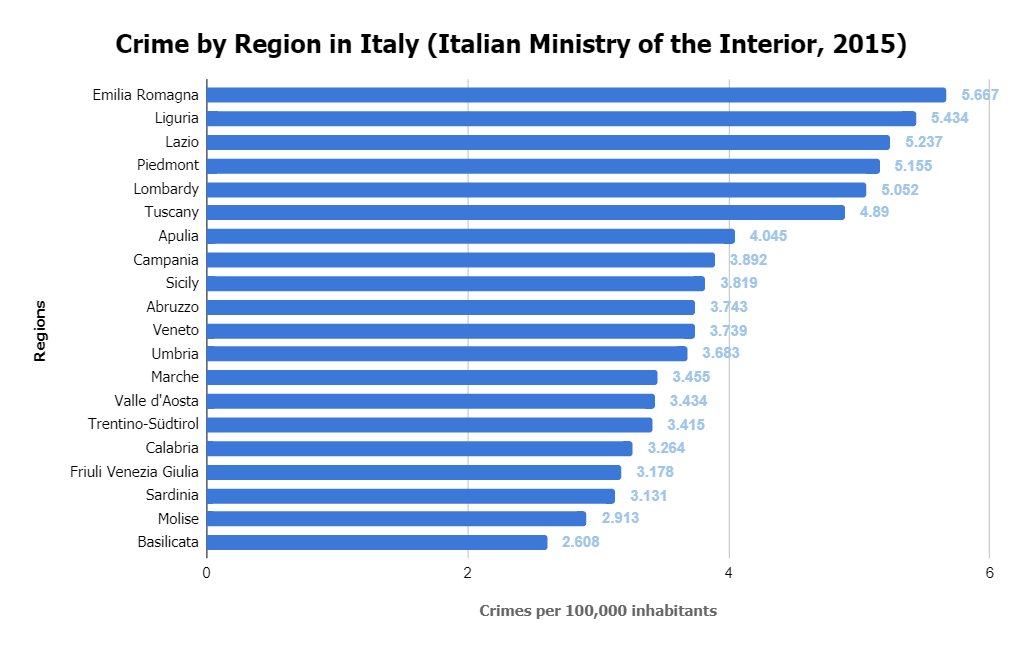
2015년 이탈리아 각 주의 범죄율

### 남부 이탈리아
남부 이탈리아는 북부 이탈리아에 비해 전체적인 범죄율이 낮다. 그러나 캄파니아, 시칠리아, 칼라브리아 및 인접 지역에서는 마피아 관련 부패와 갈취가 널리 퍼져 있다. 이러한 범죄는 일부 북부 도시 중심부까지도 확산되어 있지만, 나폴리와 칼라브리아, 아풀리아, 사르데냐의 일부 주는 북부 도시보다 살인율이 더 높다.

### 시칠리아
시칠리아의 범죄는 역사적으로 코사 노스트라 마피아 집단에 의해 지속적으로 지배되어 왔다. 이에 따라 시칠리아의 범죄는 미국 영화 산업에서 매우 미화되었다. 그러나 민간인이나 관광객이 마피아와 문제를 겪을 가능성은 매우 낮다. 폭력 범죄는 매우 낮다. 2019년 기준 인구 10만 명당 0.34명으로 시칠리아의 살인율은 이탈리아와 전 세계에서 가장 낮은 수준에 속한다. 그러나 사기나 소매치기 같은 경범죄는 시칠리아에서 드물지 않다. 또한 갈취가 만연하여 시칠리아 사업체의 약 80%가 마피아에게 피초를 지불하는 것으로 추정된다. 그 결과, 팔레르모에서는 매년 1억 6천만 유로 이상이 사업체에서 갈취되며, 조사관들은 시칠리아 전체가 그 10배를 지불할 것으로 추정한다.

### 중부 및 북부 이탈리아
남부 이탈리아에 비해 중부 및 북부 지역은 외국인들에게 일반적으로 범죄가 덜한 지역으로 인식된다. 그러나 최근 몇 년 동안 북부는 남부보다 약간 더 높은 수준의 범죄를 보이는 경향이 있었으며, 밀라노, 피렌체, 토리노, 제노아, 리미니와 같은 북부 도시들이 이탈리아에서 가장 높은 범죄율을 기록한 것이 이를 증명한다. 반면 마르케, 토스카나, 움브리아, 프리울리베네치아줄리아와 같은 지역은 상대적으로 낮은 범죄 지표를 보인다. 그럼에도 불구하고 이탈리아 북부 지역은 남부 지역보다 지속적으로 낮은 수준의 갈취와 부패를 보여왔다.

### 로마
유럽 연합 통계청에 따르면, 2015년 기준 로마의 인구 10만 명당 살인율은 0.7명이었다. 이는 수도의 살인율이 전국 평균인 0.5명보다 약간 높은 수치이지만, 대도시로서는 여전히 매우 낮은 살인율이며 유럽 수도 중에서도 가장 낮은 수준에 속한다. 이탈리아의 다른 지역과 마찬가지로 소매치기, 경미한 사기, 자동차 절도는 폭력 범죄보다 훨씬 더 흔하다.